# Claus Waidtløw

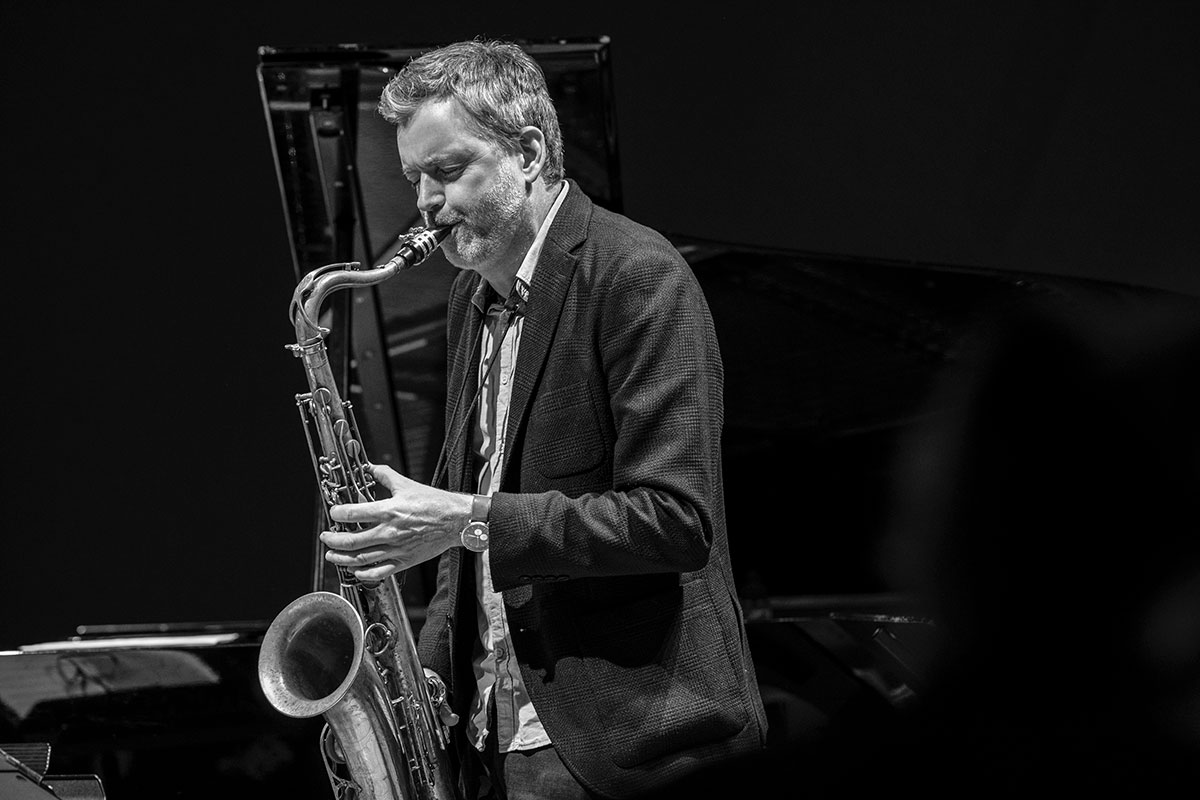
Aarhus 2021

Claus Waidtløw (* 17. Januar 1967 in Farum) ist ein dänischer Jazzmusiker (Tenor- und Sopransaxophon, Komposition, Dirigat).

## Leben und Wirken
Waidtløw lernte Klarinette und Altsaxophon und wuchs in seiner Geburtsstadt im Umland von Kopenhagen auf. Durch ein Album von Oscar Peterson kam er zum Jazz. Er ist seit 1989 als Musiker aktiv und trat zunächst bei Produktionen von Otto Brandenburg und Erling Kroner in Erscheinung. Er studierte am Rytmisk Musikkonservatorium in Kopenhagen, unter anderem Komposition bei Bob Brookmeyer. 
1995 gewann Waidtløw mit der Gruppe Science Fiction Quartet den internationalen Jazzwettbewerb im spanischen Gexto. 1998 tourte er mit Carla Bley und Steve Swallow im Rahmen des Jazzvisits-Programms der Danish Jazz Foundation. Weiterhin war er Mitglied im Anders T. Andersen Octet.
Waidtløw leitete eigene Gruppen, mit denen er mehrere Alben vorlegte, zuletzt New Beginning (2018) und Gathering in Jazz (2019). Auf seinem Debütalbum Claustrophobia (Stunt Records, 1997) wirkte der Trompeter Jens Winther mit, mit dem er fünf Jahre lang in dessen eigener Band spielte. 2001 nahm er in New York zusammen mit Nikolaj Hess, Christian McBride und Morten Lund das Album Back and Forth (Music Mecca) auf.
Von 2007 bis 2015 war Waidtløw Mitglied des Aarhus Jazz Orchestra. 2015 veröffentlichte er mit der Großformation The Orchestra das mit dem Danish Music Award ausgezeichnete Album Playhouse, das Waidtløw als Bigband-Komponist und Dirigent präsentierte; er gewann damit den Preis in der Kategorie „Bester Jazzkomponist des Jahres“. Das Folgealbum, Apples for Adam (2016), nahm er mit dem Aarhus Jazz Orchestra auf, zu dem als Gast noch Schlagzeuger Adam Nussbaum kam. In den nächsten Jahren arbeitete er neben dem Aarhus Jazz Orchestra, mit dem noch weitere Alben entstanden, auch mit der NDR-Bigband und der DR Big Band.
Waidtløw hat zudem als Sideman zu mehr als 60 Aufnahmen beigetragen und mit Toots Thielemanns, Eliane Elias, Kurt Elling, Jeff Ballard, John Scofield, Eddie Gomez, Mulgrew Miller, Bill Stewart, Billy Hart, Malene Mortensen, Dave Kikoski, Cæcilie Norby, Sam Yahel, Danny Grisset, Curtis Stigers, Live Foyn Friis und Maria Schneider gearbeitet. Weiterhin ist er als Professor am Syddansk Musikkonservatorium in Odense tätig, wo er Saxophon, Improvisation und Ensemblespiel unterrichtet.